# 南部僑一郎
南部 僑一郎（なんぶ きょういちろう、1904年（明治37年）4月6日 - 1975年（昭和50年）2月16日）は、日本の映画評論家、脚本家である。本名は杉田 實（すぎた みのる）。旧姓は鍋山。

## 来歴
1904年（明治37年）4月6日、福岡県小倉市砂津(現在の北九州市小倉北区中津口) に生まれる日外アソシエーツ現代人物情報。
旧制・第五高等学校（現在の熊本大学）を卒業し、1923年（大正12年）、東京に移り、東京帝國大學（現在の東京大学）印度哲学科に進学する。同学に在学中の同年、福岡・筑豊炭田での炭鉱争議を支援、治安維持法に問われて逮捕される。逮捕時にリンチに遭い、左眼を失明する。市ヶ谷刑務所に8か月入所し、大学は中途退学となった。
1927年（昭和2年）、内藤宸策の門をたたき、日本演芸通信の京都支局長に就任して短歌と詩の雑誌編集に携わる。それから間もなく阪東妻三郎プロダクションに入り、宣伝部に配属される。
1927年（昭和2年）頃から、多くの映画雑誌に撮影所ニュースやゴシップ記事を書くルポルタージュ記者として活躍日外アソシエーツ現代人物情報。
1932年（昭和7年）、サイレント映画の剣戟映画を製作する独立プロダクション富国映画社の設立第1作『安政大獄』に原作を提供、翌1933年（昭和8年）には、トーキーを製作する独立プロダクション木下トーキープロダクションに『ホロリ涙の一ト雫』の原作を提供した。
1975年（昭和50年）2月16日に死去した。満70歳没。

## 人物・エピソード
「映画評論家」と呼ばれるのを嫌い、「ヒョーロンカに非ず、映画評判家じゃ」と自ら称していた。
撮影所の宣伝部から「南部狂一郎、右の者立ち入りを禁ず」と張り出されても、「わしゃ左の者じゃからええだろう」と嘯き、これをはがして出入りしていた。嵐寛寿郎はマスコミ嫌いで、現役中はインタビューは慇懃に断っていたが、反骨人同士、南部とは馬が合い、唯一ジャーナリストで南部にのみ心を許していた。アラカンの代表的キャラクター「むっつり右門」が、推理する際に人差し指を立ててアゴに手を持っていくポーズはもともと撮影見学に来た時の南部の癖で、これをアラカンが採り入れたものである。
稲垣浩によると、南部は「若いころから名を残そうなどという野心はすこしもない男だった」といい、阪妻プロでの南部の立場が分からなかった稲垣が「君は何部なのか」と聞くと、「わしは宣伝ブ、なんにもせんでんブじゃ」と嘯いていたという。社会主義運動の経歴があり、阪妻プロの宣伝部に入ったのも、稲垣は「特高警察の目を逃れるためだったのだろう」と推察している。
その後通信記者、映画評論家、宣伝コンサルタントなど様々な職種をこなすが、本人は「文筆家」だとは言わず、終生「わしは売文業だ」と言っていて、稲垣によると、そこには生活のために文を売るのだという正直さがあったという。日活映画から入江たか子引き抜きの片棒を担いで映画界から追放されたことがあるが、帰参がかなったのは日活が社運をかけた大作映画『大菩薩峠』（稲垣浩監督、昭和10年）の公開を前に、特設宣伝班を買って出たことからだった。
南部はこの映画のために、銀座の夕刊売りに背中に『大菩薩峠』と書いたジャンパーを着せた。また自らこのジャンパーを着て、「わしは日活からもらっとるから、こいつを着ぬわけにはいかんワイ」と嘯き、堂々とどこの映画会社にもまかり通った。稲垣は「こんなことができる、いや、言えるサムライが、いまどきどこにいるだろう」と、南部の人柄を偲んでいる。

## フィルモグラフィ
- 『安政大獄』、監督山口哲平・千葉泰樹、脚本田中健三・毛利卓二、富国映画社、1932年 - 原作
- 『ホロリ涙の一ト雫』、監督三上良二、脚本村田実、木下トーキープロダクション / ユノキ映画社、1933年 - 原作

## ビブリオグラフィ
国立国会図書館蔵書。
- 『結婚行進曲 (スターロマンス)』、藤田書店、1949年
- 『映画俳優入門』、共著岡部龍、鹿鳴社、1951年
- 『おとこ放談』、あまとりあ社、1955年
- 『女優千夜一夜』、朋文堂（旅窓新書）、1955年
- 『スターと恋と金』、美和書院、1956年
- 『愛の国境線』、ノーベル書房、1969年
- 『愛と炎の人岡田嘉子』、徳間書店、1972年
- 『日本映画100選』、共著佐藤忠男、秋田書店、1973年

## 参考書籍
- 『日本映画縦断 1 傾向映画の時代』、竹中労、白川書院、1974年
  - 『南部僑一郎氏との対話』、竹中労・南部僑一郎、同書、p.21-56.

## 註
1. 1 2 3 4 5 6 7  南部僑一郎、『講談社 日本人名大辞典』、講談社、コトバンク、2010年1月29日閲覧。
2. 1 2 3  日外アソシエーツ現代人物情報
3. ↑  『南部僑一郎氏との対話』、p.28.
4. 1 2  『南部僑一郎氏との対話』、p.29-30.
5. 1 2  『日本映画の若き日々』（稲垣浩、毎日新聞社刊）
6. ↑  安政大獄、日本映画データベース、2010年1月29日閲覧。
7. ↑  ホロリ涙の一ト雫日本映画データベース、2010年1月29日閲覧。
8. ↑  『週刊サンケイ臨時増刊 大殺陣 チャンバラ映画特集』（サンケイ出版）
9. ↑  『聞書アラカン一代 - 鞍馬天狗のおじさんは』（竹中労、白川書院）
10. ↑  OPAC NDL 検索結果、国立国会図書館、2010年1月29日閲覧。